# Гамбург-Більштед
Більштед (нім. Billstedt) — найсхідніша частина району Гамбург-Центр вільного та ганзейського міста Гамбург. Включає колишні незалежні села Кірхштайнбек, Ейендорф та Шифбек, а також велике поселення Мюммельманнсберг. Це близько 70 000 жителів, це другий за величиною район Гамбурга після Ральштедта.

## Історія
Більштед був створений 2 лютого 1928 року в результаті злиття раніше незалежних прусських громад Кірхштайнбек, Ейендорф та Шифбек, які належали до району Штормарн.